# Felicola vulpis
Espèce
Synonymes
- Trichodectes vulpis Denny, 1842
(protonyme)

Felicola vulpis est une espèce de poux de la famille des Trichodectidae. L'hôte type est le Renard roux (Vulpes vulpes).